# Milan Knížák
Milan Knížák (en tchèque : [ˈmɪlan ˈkɲiːʒaːk]), né le 19 avril 1940  à Plzeň, est un artiste tchèque, performeur, sculpteur, musicien, créateur d’installation, dissident, graphiste, pédagogue et théoricien de l’art.

## Biographie
Dans les années 1960, il est des créateurs du groupe d’art contemporain "AKTUAL" et l’un des initiateurs du mouvement Fluxus dans son pays.

## Expositions
- Manes Exhibition Hall, Prague, 2007[2]

## Collections
- Museum of Modern Art (MoMA) : Performance Files (En ligne)